# 1728 Goethe Link
1728 Goethe Link è un asteroide della fascia principale. Scoperto nel 1964, presenta un'orbita caratterizzata da un semiasse maggiore pari a 2,5628158 UA e da un'eccentricità di 0,0910576, inclinata di 7,18916° rispetto all'eclittica.
L'asteroide è dedicato al chirurgo statunitense Goethe Link, filantropo e finanziatore dell'Università dell'Indiana, fondatore del Goethe Link Observatory, che porta il suo nome, dove questo oggetto venne scoperto.